# Okręg administracyjny 10 Düsseldorfu
Okręg administracyjny 10 Düsseldorfu, Düsseldorf-Stadtbezirk 10, Stadtbezirk 10 – okręg administracyjny (niem. Stadtbezirk) w Düsseldorfie, w Niemczech, w kraju związkowym Nadrenia Północna-Westfalia, w rejencji Düsseldorf. 
W skład okręgu administracyjnego wchodzą dwie dzielnice (Stadtteil):
1. Garath
2. Hellerhof